# 胡寧縣 (厄瓜多爾)
0°56′S 80°12′W / 0.933°S 80.200°W
胡寧縣（西班牙語：Cantón Junín），是厄瓜多爾的縣份，位於該國西部，由馬納比省負責管轄，始建於1952年11月8日，面積246平方公里，2001年人口18,491，人口密度每平方公里75.17人。